# Chūichi Hara
Chūichi Hara (原 忠一 Hara Chūichi?,  15 de marzo de 1889 - 17 de febrero de 1964) fue un oficial de la Armada Imperial Japonesa que alcanzó el rango de almirante y tomó parte en la Segunda Guerra Mundial. Su altura y su gran complexión física, superiores a las del japonés medio de aquel entonces, le valieron recibir el sobrenombre de «King Kong».

## Biografía

### Carrera militar
Se graduó en la 39.ª promoción de la Academia Naval Imperial Japonesa, ocupando el puesto número 85 de los 148 cadetes que se graduaron en 1911. Como marinero, durante sus primeros años sirvió en los cruceros Aso e Ibuki, y posteriormente lo haría en el acorazado Settsu y en el crucero Akashi. Tras asistir a un curso de formación en el empleo de torpedos y artillería naval, Hara fue ascendido, y durante la Primera Guerra Mundial pasó a servir en el destructor Asakaze, en el crucero Yakumo y en el acorazado Kongō, aunque no llegó a intervenir en acciones militares.
Tras el final de la Primera Guerra Mundial, Hara regresó a la escuela naval para asistir a un curso avanzado sobre el uso de torpedos, en 1918-1919. Posteriormente sirvió como oficial jefe de torpedos en el destructor Hakaze, luego en el Yukaze (1921), y posteriormente en el crucero Ōi (1922). En diciembre de 1926 fue nombrado comandante del destructor Tsuga, aunque tras ascendido al rango de comandante fue destinado como instructor en varias escuelas navales, a comienzos de la década de 1930. Entre 1933 y 1934 estuvo destinado en la embajada japonesa de Washington D. C. como agregado naval. A su regreso a Japón pasó a mandar el crucero Tatsuta, hasta finales de 1935. Ocupó otros puestos de mando en la Armada Imperial hasta ser ascendido al rango de contralmirante el 15 de noviembre de 1939.

### Segunda Guerra Mundial
Poco antes del comienzo de la Guerra del Pacífico Hara fue nombrado comandante de la 5.ª División de Portaaviones de la Armada Imperial, con el objetivo de participar en el Ataque a Pearl Harbor. La agrupación naval bajo su mando incluía a los portaaviones Zuikaku y Shōkaku, que acababan de entrar en servicio, y en diciembre de 1941 tomó parte en el ataque aéreo contra la base naval de Pearl Habor, lo que supuso la declaración de guerra de los Estados Unidos contra Japón. Tras varios meses de operaciones en varios frentes, para mayo de 1942 el contralmirante Hara había acumulado una considerable experiencia en el uso de portaaviones. Debido a la inexperiencia de su superior —el vicealmirante Takeo Takagi— en operaciones aeronavales con portaaviones, éste acabó delegando el mando operacional en Hara.
Chūichi Hara tuvo una destacada actuación en la Batalla del Mar de Coral, durante la cual la 5.ª División de Portaaviones resultó gravemente dañada con el bombardeo del Shōkaku y la graves pérdidas en aviones y pilotos que sufrió el Zuikaku. Estos daños dejaron a ambos portaaviones fuera de combate durante varios meses, lo que supuso que no estuvieran presentes en la estratégica Batalla de Midway. Mientras tanto, Hara fue reasignado como comandante 8.ª División de Cruceros, la cual incluía a los poderosos y rápidos cruceros Tone y Chikuma, junto a los destructores de escolta. Al frente de la 8.ª División de Cruceros intervino activamente en la Campaña de las Islas Salomón, participando también en dos de los grandes enfrentamientos navales del Pacífico Sur: la Batalla de las Salomón Orientales y la Batalla de las Islas Santa Cruz.
Después del potente ataque que los portaaviones norteamericanos lanzaron contra la importante base japonesa de Truk —Operación Hailstone— en 1944, el almirante Hara fue designado para reemplazar al almirante Masami Kobayashi al mando de la 4.ª Flota japonesa, a pesar de que en realidad Kobayashi mandaba la base terrestre de Truk sin buques de guerra asignados a su mando. Truk, sin embargo, quedó cercada por las fuerzas navales estadounidenses, que continuaron avanzando hacia el corazón de Japón dejando atrás Truk. El vicealmirante Hara se vio atrapado en esta posición sin refuerzos ni nuevos suministros hasta la rendición final de Japón el 2 de septiembre de 1945.

### Posguerra
Tras el final de la contienda, Hara fue arrestado por las autoridades estadounidenses y llevado a Japón, donde quedó encarcelado en la Prisión de Sugamo de Tokio por acusaciones de haber cometido crímenes de guerra. Sería enviado a Guam, donde fue juzgado por un tribunal militar estadounidense junto a otros oficiales japoneses por haber permitido la ejecución de aviadores norteamericanos que habían sido derribados y capturados durante sus incursiones en Truk. Fue condenado a seis años de cárcel, tras lo cual enviado nuevamente a la prisión de Sugamo para cumplir su condena. Fue liberado el 19 de abril de 1951, y a partir de ese momento dedicó sus esfuerzos a asegurar las pensiones del gobierno japonés a las familias de aquellos japoneses, coreanos y taiwaneses del Ejército Imperial que habían sido encarcelados por crímenes de guerra. En sus últimos años sirvió como consejero del Ministerio de Justicia, hasta su muerte en 1964.